# Winona Ryder
Winona Laura Horowitz (pronunciado /wɪˈnounə ˈlɔɹə ˈhɔɹəvɪts/; Winona, Minnesota, 29 de octubre de 1971), conocida como Winona Ryder, es una actriz estadounidense. Habiendo llamado la atención con papeles más extravagantes en la fase inicial de su carrera, alcanzó fama y éxito de crítica con sus actuaciones más diversas en varios géneros a lo largo de la década de 1990. Los numerosos elogios de Ryder incluyen un Premio Globo de Oro, así como nominaciones a dos Premios de la Academia, un BAFTA y un Grammy.
Tras su debut cinematográfico en Lucas (1986), Ryder saltó a la fama cuando interpretó el papel secundario de Lydia Deetz en Beetlejuice (1988). Luego vinieron los papeles principales en Heathers (1988), Eduardo Manostijeras, Sirenas (ambas de 1990) y Drácula de Bram Stoker (1992). Obtuvo dos nominaciones consecutivas al Oscar, mejor actriz de reparto y mejor actriz, por sus interpretaciones de May Welland en La edad de la inocencia (1993) y Jo March en Mujercitas (1994), respectivamente. Su trabajo posterior incluyó papeles protagónicos en Reality Bites (1994), Cómo hacer una colcha americana (1995), The Crucible (1996), Alien Resurrection (1997), Celebrity (1998), Girl, Interrupted (1999), Autumn in New. York (2000) y Mr. Deeds (2002).
Ryder se tomó un descanso de la actuación a principios de la década de 2000, luego regresó con apariciones más pequeñas en películas como A Scanner Darkly (2006), Star Trek (2009), Black Swan (2010) y The Dilemma (2011). Por su interpretación de Lois Wilson en la película para televisión de Hallmark When Love Is Not Enough (2010), fue nominada al premio Screen Actors Guild a la mejor interpretación femenina. Desde 2016 interpreta a Joyce Byers en la serie de Netflix Stranger Things, por la que recibió su tercera nominación al Globo de Oro. Sus otros proyectos televisivos incluyen la miniserie de HBO The Plot Against America (2020).
La relación de Ryder con Johnny Depp de 1989 a 1993, así como un arresto en 2001 por hurto, fueron objetivos del periodismo sensacionalista. Recibió una estrella en el Paseo de la Fama de Hollywood en 2000.

## Biografía
Winona Laura Horowitz nació en el condado de Winona, Minnesota, de Cynthia Palmer (de soltera Istas) y Michael D. Horowitz. Su madre es autora, productora de vídeos y editora, y su padre es autor, editor y librero anticuario. También trabajó como archivero del psicólogo Timothy Leary (padrino de Ryder). La familia de su padre es de ascendencia judía asquenazí y proviene de Ucrania y Rumania.Al crecer, visitaba a sus abuelos paternos en Brooklyn para la festividad judía de Pesaj todos los años.
Ryder, que lleva el nombre de Winona, Minnesota, recibió su segundo nombre, Laura, debido a la amistad de sus padres con Laura Huxley, la esposa del escritor Aldous Huxley. Su nombre artístico deriva de Mitch Ryder, un cantante de soul y rock del que su padre era fan. El padre de Ryder es ateo y su madre es budista. Ryder tiene un hermano menor, Urie (llamado así en honor al primer hombre en el espacio, Yuri Gagarin), y dos medios hermanos mayores del matrimonio anterior de su madre: el medio hermano Jubal Palmer y su media hermana Sunyata Palmer. Los amigos de la familia de Ryder eran su padrino Timothy Leary, los poetas del Movimiento Beat Allen Ginsberg y Lawrence Ferlinghetti, y el novelista de ciencia ficción Philip K. Dick. En 1978, cuando Ryder tenía siete años, ella y su familia se mudaron a Rainbow, una comuna cerca de Elk, condado de Mendocino, California, donde vivían con otras siete familias en una parcela de terreno de 300 acres (121,4 ha). Como la remota propiedad no tenía electricidad ni televisores, Ryder comenzó a dedicar su tiempo a la lectura y se convirtió en una ávida fanática de El guardián entre el centeno de JD Salinger.
Cuando tenía diez años, Ryder y su familia se mudaron a Petaluma, California  Durante su primera semana en Kenilworth Junior High, fue intimidada por niños que la confundieron con un chico afeminado. En 1983, Ryder, de 12 años, se matriculó en el American Conservatory Theatre en la cercana San Francisco, donde tomó sus primeras lecciones de actuación. Ese mismo año estuvo a punto de ahogarse, lo que le provocó acuafobia. Este trauma psicológico le causó problemas más adelante en su vida durante las escenas submarinas de Alien Resurrection (1997), algunas de las cuales tuvieron que volver a filmarse en numerosas ocasiones. Las experiencias de acoso de Ryder continuaron durante la escuela secundaria, cuando logró un temprano éxito cinematográfico con Beetlejuice: "Recuerdo que pensé: 'Ooh, es como la película número uno. Esto hará que las cosas sean geniales en la escuela'. Pero empeoró las cosas. Me llamaron bruja". En 1989, Ryder se graduó de Petaluma High School con un GPA de 4.0.
Ryder ha declarado que su color natural de cabello es castaño, pero que era "muy rubia cuando era niña", y cuando tenía 11 o 12 años comenzó a teñirse el cabello rubio, azul y morado. En el momento de su audición para la película Lucas de 1986, le habían teñido el pelo de negro y los realizadores le pidieron que se lo quedara.

## Trayectoria profesional

### 1985-1990

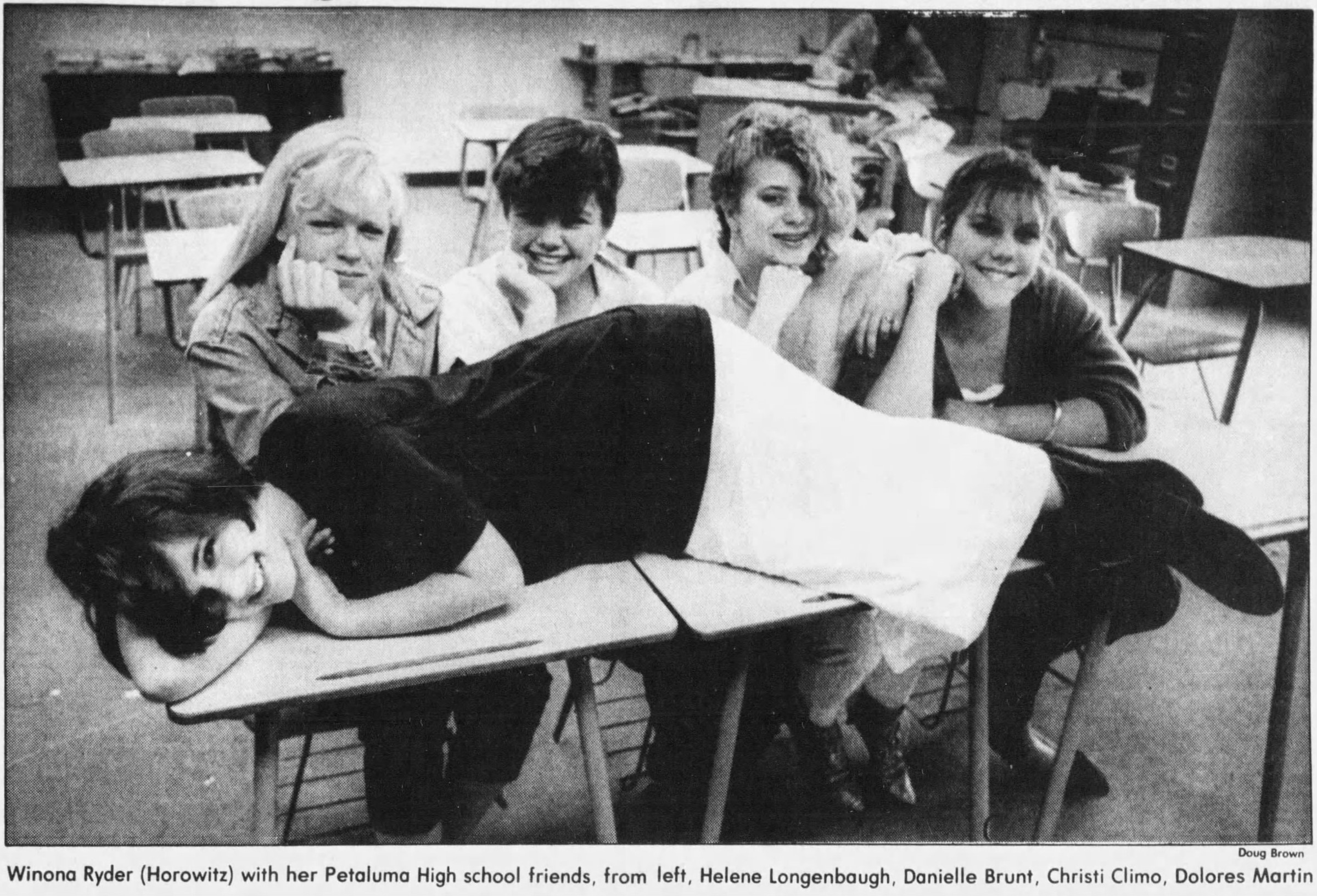
Ryder —de costado— en la Petaluma High School, 1986

En 1985, Ryder envió una audición grabada en vídeo, donde recitó un monólogo de la novela Franny and Zooey de JD Salinger, para aparecer en la película Desert Bloom. Aunque el papel fue para Annabeth Gish, el escritor y director David Seltzer la eligió para su drama escolar Lucas (1986), protagonizado por Corey Haim, Charlie Sheen y Kerri Green. Cuando se le preguntó cómo quería que apareciera su nombre en los créditos, sugirió "Ryder" como apellido porque de fondo sonaba un álbum de Mitch Ryder que pertenecía a su padre. La siguiente película de Ryder fue Square Dance (1987), donde su personaje adolescente crea un puente entre dos mundos diferentes: una granja tradicional en medio de la nada y una gran ciudad. Obtuvo elogios por su actuación y Los Angeles Times la calificó como "un debut notable". Ambas películas tuvieron sólo un éxito comercial marginal.
Un tiempo después, el director Tim Burton la llamó para actuar en Beetlejuice, luego de quedar impresionado por su actuación en Lucas. En la película, interpreta a una adolescente gótica que sufre de depresión, Lydia Deetz, cuya familia se muda a una casa llena de fantasmas, interpretados por Geena Davis, Alec Baldwin y Michael Keaton. Allí, su personaje descubre a la única persona que tiene, al igual que ella, empatía hacia los fantasmas y su situación. El filme fue un gran éxito y su actuación recibió críticas muy positivas.
Ryder luego fue llamada para interpretar a Verónica Sawyer en la película independiente Heathers. La película es una sátira sobre la vida adolescente, que gira alrededor de Verónica, un personaje que está firmemente en contra de la violencia como manera de resolver conflictos, y que es forzada a elegir entre el bienestar de la sociedad o quedarse con su novio asesino, que mata estudiantes populares. Una vez aceptado este papel, su representante la advirtió de que no lo hiciera porque, según él, «destruiría su carrera». Pero se equivocaba, ya que según el diario Washington Post, Ryder era «la actriz de Hollywood más impresionantemente ingenua, Ryder... hizo que amáramos los asesinatos adolescentes, una chica brillante y divertida, con un toque de Bonnie Parker en su interior. Es la protagonista joven más bonita y mejor preparada, desde la inocente Gregory's Girl».A continuación, ese mismo año, protagonizó Great Balls of Fire!, interpretando a la novia de trece años de Jerry Lee Lewis. La película fue un fracaso, y recibió críticas divididas. En abril de 1989, obtuvo el papel en el video musical de Mojo Nixon, Debbie Gibson Is Pregnant with My Two-Headed Love Child.
A comienzos de la década de 1990, Ryder tuvo cuatro oportunidades de trabajo. La primera fue Edward Scissorhands, en donde trabajó otra vez con Tim Burton, esta vez en el personaje de la novia de Edward, interpretado por Johnny Depp. Esta fue una película muy importante, que recaudó 56 millones de dólares en Estados Unidos y recibió muy buenas crítica.
Después, Francis Ford Coppola le ofreció un papel en El padrino III, pero tuvo que rechazarlo por agotamiento; entonces, el papel fue dado a la hija de Coppola, Sofia Coppola. El tercer papel de Ryder ese año fue en la comedia-drama Mermaids, junto con Cher y Christina Ricci. La película fue medianamente popular, pero su actuación fue otra vez aclamada y por eso consiguió una nominación al Globo de Oro a la mejor actriz de reparto. El crítico Roger Ebert del Chicago Sun-Times escribió: «Winona Ryder, en otro de sus alienados papeles, genera verdadero carisma». Por su actuación recibió una nominación a los Globos de Oro por mejor actriz secundaria. Winona, entonces, actuó junto a Cher y Christina Ricci en el video The Shoop Shoop Song, uno de los temas que formó parte de la banda sonora de esta película. Después de Mermaids, se unió al reparto como protagonista en Welcome Home Roxy Carmichael como Dinky Bossetti.

### 1991-1995
En 1991, Ryder interpretó a una joven taxista que sueña con convertirse en mecánica, en la película de Jim Jarmusch Night on Earth. No fue un gran éxito, pero recibió muy buena crítica. Ryder, entonces, interpretó dos papeles en la película Drácula, de Bram Stoker; uno como Mina Murray el amor reencarnado de Drácula, y el otro, como el anterior amor de Drácula, la princesa Elisabeta. En 1993 se unió al reparto del melodrama La casa de los espíritus, situada en el Chile de 1926, que refleja todos los problemas políticos de la época. Interpretó a la hija del personaje de Meryl Streep.
El filme fue calificado pobremente y no tuvo éxito. La recaudación fue de solo 6 millones de dólares, mientras que el presupuesto gastado fue de 40 millones. Ryder también actuó en La edad de la inocencia, con Michelle Pfeiffer y Daniel Day-Lewis, una película basada en una novela de Edith Wharton y adaptada por el director Martin Scorsese, a quien Winona considera «el mejor director del mundo». En esta película, interpreta a una joven atrapada en complots dentro de complots, en una sociedad donde cada una de las frases pronunciadas tiene por lo menos tres significados. Esto refleja los conflictos interpersonales y sociales dentro y alrededor de ella, vía escenas y declaraciones. Su papel en esta película le hizo ganar un Globo de Oro a mejor actriz secundaria y una nominación al Oscar por la misma categoría.
Su siguiente papel fue en un drama sobre la generación X, Reality Bites. Ahí, interpreta a una chica en busca de una dirección en su vida. Su actuación recibió muchos elogios, y se esperaba que la película fuera un gran éxito. Sin embargo, fue un fracaso. Sobre la película, Bruce Feldman, de Universal, dijo: «Esto es una película sobre la Generación X, pero nosotros pensábamos que era una comedia». El estudio colocó anuncios en programas de televisión que tuvieran rangos de entre 12 y 34 años de edad y su presentador no usó en ningún momento la palabra «Generación X». Un año después, en 1994, fue elegida para interpretar el papel principal de Josephine March en Mujercitas. La película fue un éxito, y recibió muy buenas críticas; Janet Maslin, del New York Times, escribió que el filme fue la mejor adaptación de esta novela, y también remarcó: «La señorita Ryder, que en este año también actuó en una fina comedia Reality Bites, interpreta a Jo con chispa y confianza. Su presencia con espíritu le da a la película una pieza clave, atractivo, interpretando a la autoproclamada “cabeza de familia” con acertada fidelidad». Por este papel recibió una nominación al Óscar como mejor actriz. Ese mismo año, participó en un episodio de los famosos dibujos animados Los Simpson como Allison Taylor, la rival de Lisa en inteligencia.
Luego, obtuvo un papel en How to Make an American Quilt, una adaptación de la novela del mismo nombre de Whitney Otto. Su coestrella fue Anne Bancroft. Ryder, interpreta a una recién graduada que pasa su verano en la casa de sus abuelos, reflexionando sobre la reciente propuesta de matrimonio por parte de su novio. La película no fue un éxito comercial y tampoco fue popular en las críticas.

### Fama mundial (1996_2000)

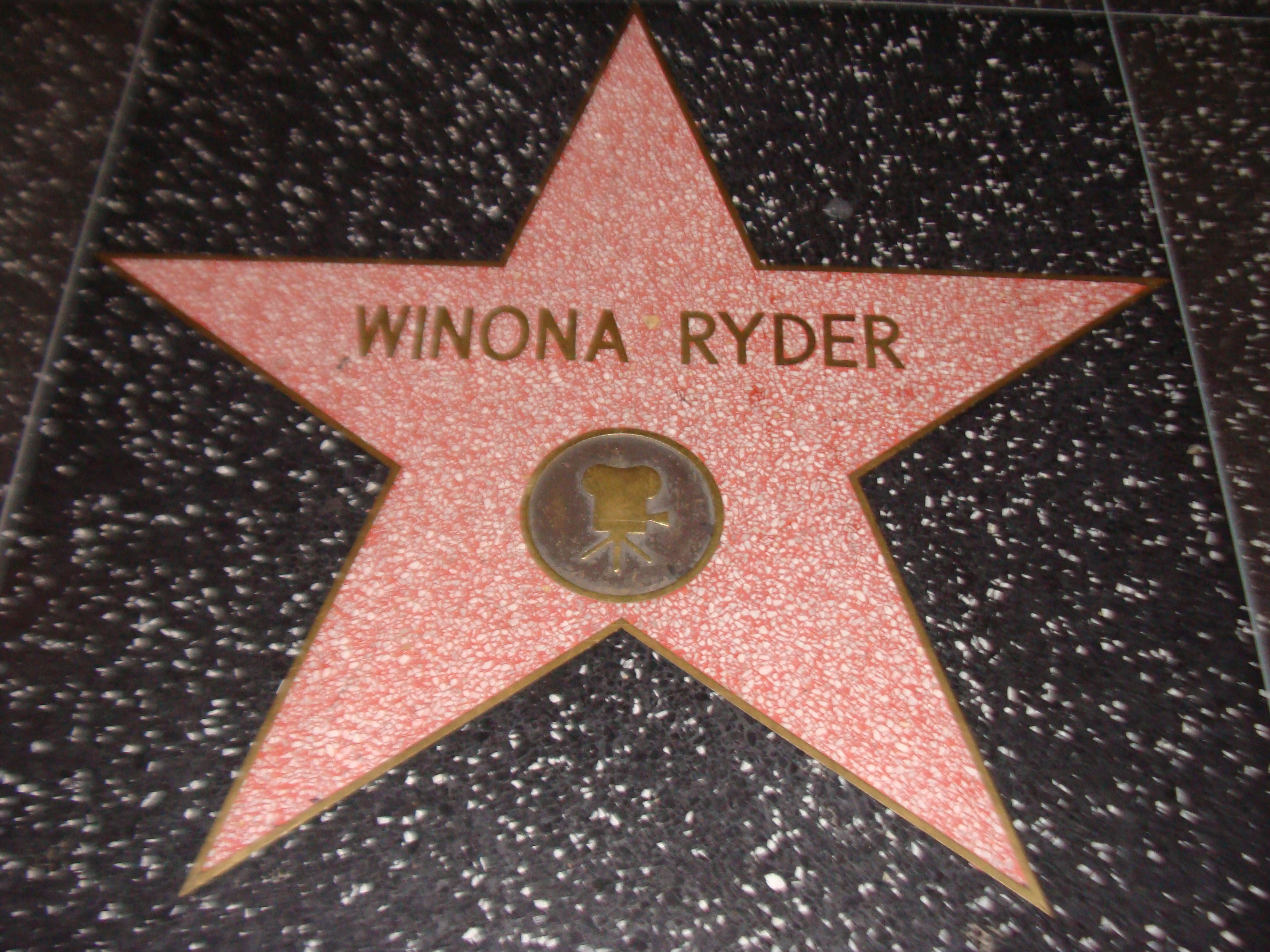
Ryder recibió una estrella en el Paseo de la Fama de Hollywood el 6 de octubre de 2000.

Para 1996, actuó en Boys, una película en donde su personaje parece odiar a todo el mundo, con el único amor de su mejor amigo. Su siguiente actuación fue en Looking for Richard, que fue un fracaso, recaudando solamente un millón de dólares, y tuvo críticas buenas y malas. Ese año, también protagonizó la película The Crucible, junto a Daniel Day-Lewis y Joan Allen. Se esperaba que el filme fuera un éxito, pero fue un fracaso de taquilla. A pesar de esto, tuvo buenas críticas y la actuación de ella fue alabada otra vez.[cita requerida]
En diciembre de 1996, Ryder aceptó el rol de robot humanoide en Alien: Resurrección, junto a Sigourney Weaver, que estuvo en toda la trilogía de esta película. El hermano de Winona, Suri, era un gran fan de esta serie de películas, y cuando se le ofreció el papel en la película ella aceptó. El filme se convirtió en un gran éxito, uno de los más grandes de la serie de películas de Alien, recaudando 161 millones de dólares. Ambos roles protagonistas tuvieron muy buenas críticas, y Ryder ganó un Blockbuster Entertainment Award como mejor actriz. Posteriormente, participó en Celebrity, una película del famoso Woody Allen. Luego de que Drew Barrymore no aceptara, Ryder tomó su papel. El filme es una sátira de la vida de varios famosos.
En 1999, actuó en la película Girl, Interrupted, basada en la autobiografía de Susanna Kaysen. Fue actriz protagonista junto a Angelina Jolie y Brittany Murphy. Ryder interpretó a una chica con trastorno límite de personalidad, admitida en un hospital mental. La película fue un gran éxito, y recibió muy buenas críticas. Angelina Jolie ganó un Óscar a mejor actriz secundaria.
También en ese año, estuvo en la película de la famosa serie South Park South Park: Bigger Longer & Uncut. El año siguiente actuó en la comedia romántica Autumn in New York, junto al famoso actor Richard Gere. El filme se basaba en la relación entre un hombre mayor (Gere) y una mujer joven (Ryder). Esta película tuvo variadas críticas y fue un gran éxito, ya que recaudó 90 millones de dólares en todo el mundo.
Un tiempo después, Ryder interpretó a una monja perteneciente a una sociedad secreta conectada indirectamente con la Iglesia católica, en la película Poseídos. Fue un fracaso comercial, ya que Ryder se negó a hacer promoción de la película. Para el año 2000, apareció en la película Zoolander, de gran éxito, y el 6 de octubre de ese año recibió una estrella en el Paseo de la Fama de Hollywood, resultando la artista número 2165 en recibir ese honor.

### 2001-2005
Para el 2002, Ryder apareció en dos filmes. El primero, una comedia romántica llamada Mr. Deeds, con el actor cómico Adam Sandler. Esta fue la película que más recaudó en toda su carrera; recaudando 126 millones de dólares solo en los Estados Unidos. En ella interpreta a una periodista de un programa de televisión, que termina enamorada del personaje de Sandler. La segunda película fue el drama-ciencia ficción S1m0ne, en donde interpreta a una actriz muy famosa que es reemplazada por una mujer en 3D. En esta película actúa junto a Al Pacino.
Según el libro Conversations with Woody Allen, el director indica que en el 2003 quería contar con la participación de Robert Downey Jr. y Ryder en la película Melinda y Melinda. Sin embargo, el proyecto no se llevó a cabo debido a que no pudo asegurar a ambos actores y establecer un contrato. Al respecto de esto, Allen comentó: «Nos rompió el corazón, ya había trabajado con Winona antes (en Celebrity) y pensamos que ella era perfecta, y quería trabajar con ella otra vez».

### 2006-2015

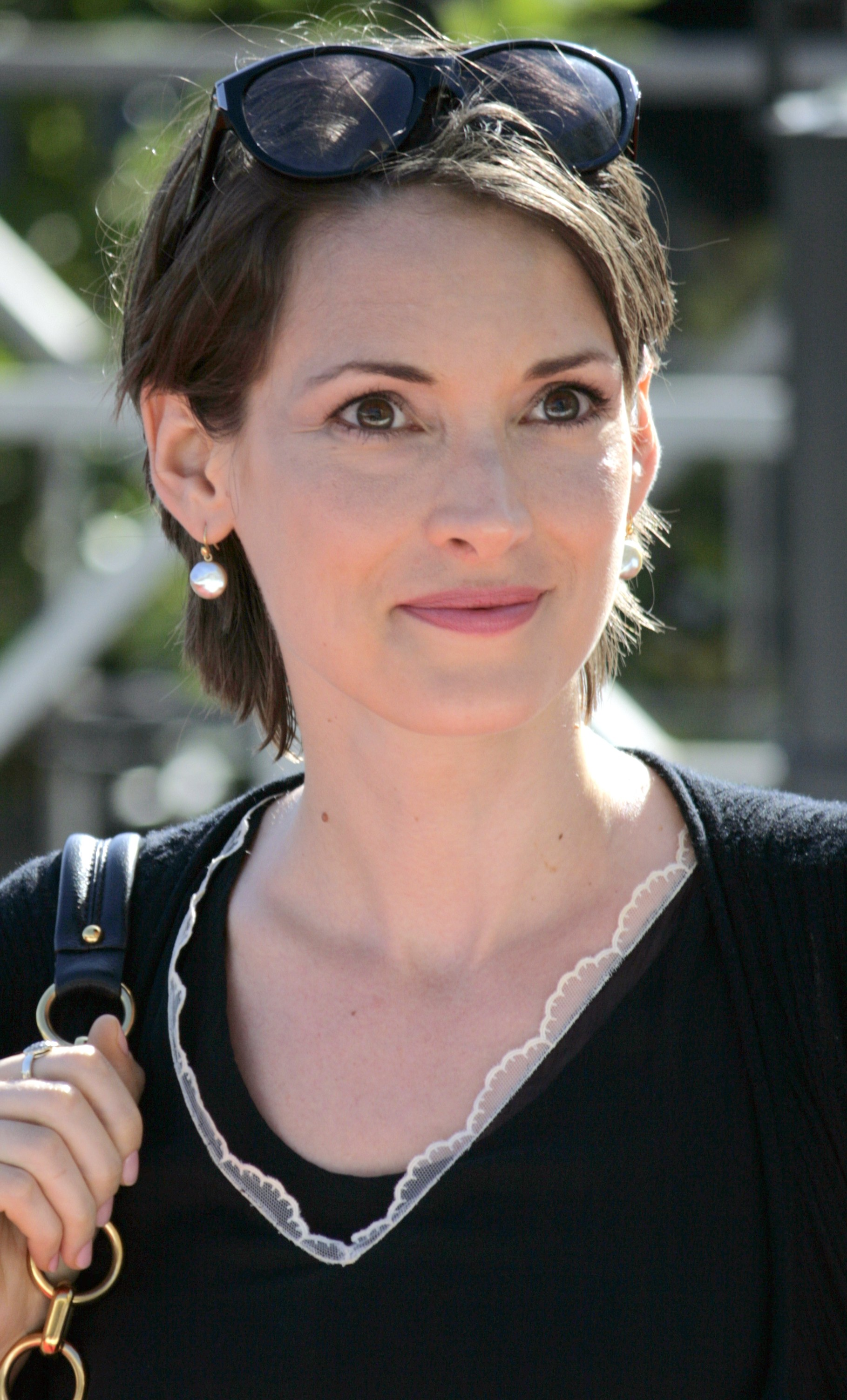
Ryder en 2009.

En 2006 aceptó interpretar a Donna Hawthorne en la película A Scanner Darkly. Este filme está basado en la aclamada novela de Philip K. Dick. Esta vez fue la protagonista, junto a Keanu Reeves, Robert Downey Jr. y Woody Harrelson. Lo interesante es que la película fue transformada por un rotoscopio, lo que le da al filme un efecto de animación muy pocas veces visto. Ese mismo año apareció en la comedia The Darwin Awards junto a Joseph Fiennes. La película fue premiada en el Sundance Film Festival, el 25 de enero del 2006.
Ryder también confirmó en una entrevista para la revista Entertainment Weekly que iba a actuar en la comedia Sex and Death 101. La historia relata las odiseas sexuales del empresario Roderick Blank, interpretado por Simon Baker, quien recibe un misterioso correo electrónico en vísperas de su boda, que revela todo su pasado sexual. La película fue un éxito. Winona también apareció en la comedia de David Wain The Ten, junto a Jessica Alba, Paul Rudd, Justin Theroux, Famke Janssen, Oliver Platt y Adam Brody. El filme está centrado en diez historias, cada una inspirada en los diez mandamientos. Debutó en el Sundance Film Festival, el 10 de enero del 2007. Pero para el público debutó el 3 de agosto del 2007.
En el 2008 protagonizó, junto a Wes Bentley y Ray Romano, un drama romántico, The Last Word, en el que Wes interpreta a un escritor con un trabajo un tanto particular: escribir notas suicidas. Ella interpreta a la hermana de uno de ellos que, al conocer al escritor en el funeral, decide iniciar una relación. También apareció en la película The Informers. Posteriormente, junto a Robin Wright y Julianne Moore, actuó en The Private Lives of Pippa Lee. También participó en la película de Paramount Pictures Star Trek como Amanda Grayson, la madre de Spock, originalmente interpretada por Jane Wyatt. En el 2010 hizo un papel secundario en la aclamada Black Swan como Beth, película que dio un Premio Óscar a Natalie Portman como mejor actriz el 27 de febrero de 2011.

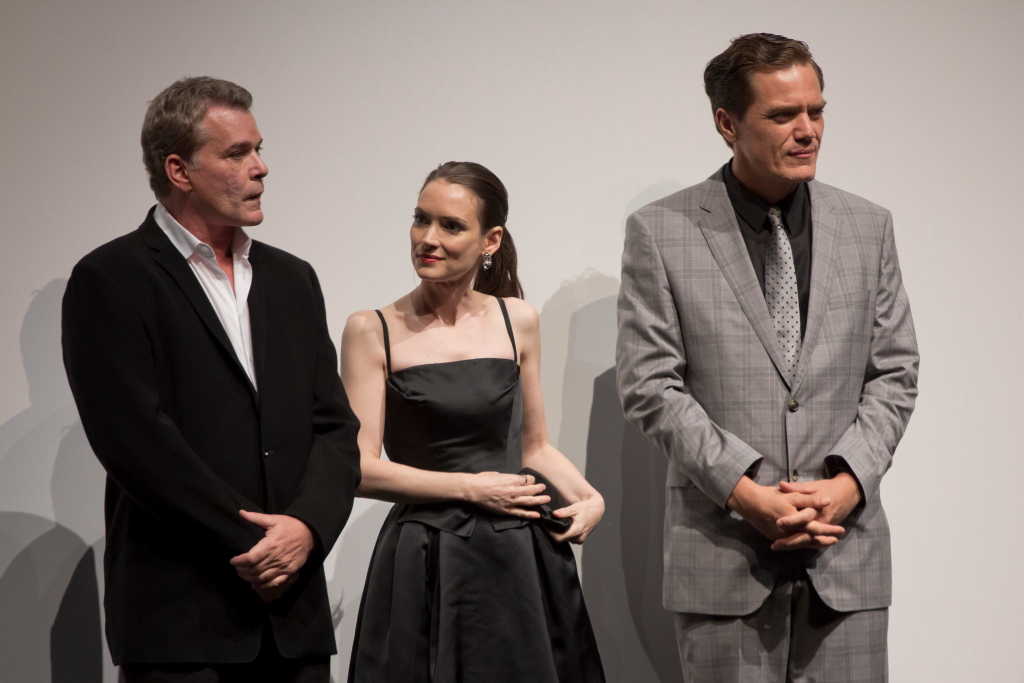
Ray Liotta, Winona Ryder y Michael Shannon en 2012.

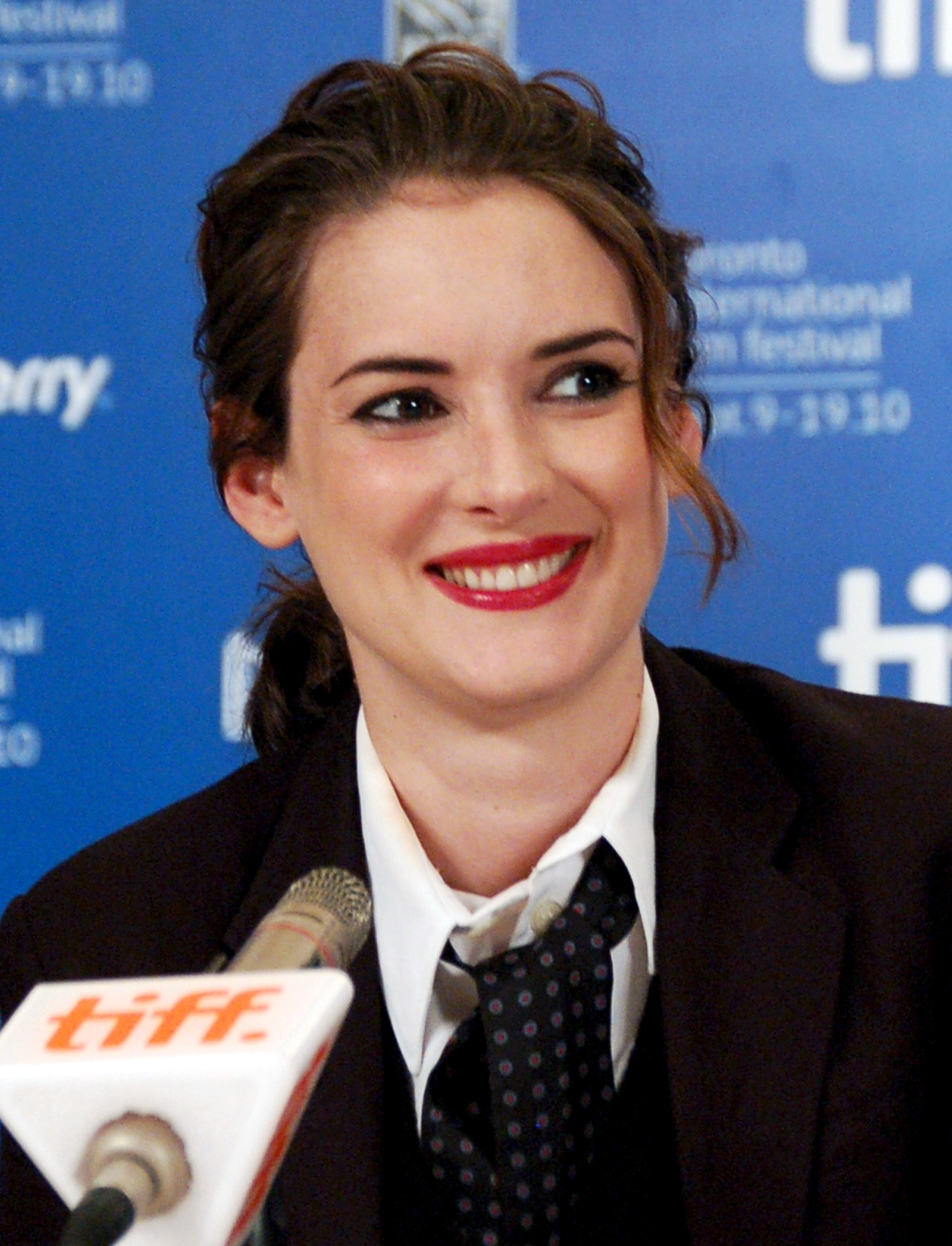
Winona Ryder en 2010.

En el 2012 Ryder tuvo tres estrenos. Por un lado The Letter, película que coprotagonizó junto a James Franco, por otro lado Frankenweenie, tercera colaboración con Tim Burton, y por otro The Iceman, cinta basada en la historia real de Richard Kuklinski, un asesino en serie. Ryder da vida a su esposa. En 2013 apareció en un segmento llamado «Boston», de la serie de televisión de la Comedy Central Drunk History, donde dio vida a la religiosa Mary Dyer. Durante ese año, también se la pudo ver en la miniserie Show Me a Hero, donde encarnó a la presidenta del Consejo Municipal de Yonkers, y en el telefilme británico Turks & Caicos.
En 2015, Ryder fue jurado en el Festival de Cine de Sundance . Continuó su trabajo en televisión con la miniserie de HBO Show Me a Hero (2015), en la que interpretó a la presidenta del Ayuntamiento de Yonkers. Luego protagonizó junto a Peter Sarsgaard la película biográfica Experimenter, interpretando a la esposa de Stanley Milgram . Experimenter recibió críticas positivas en octubre de 2015. Ryder también apareció en anuncios de Marc Jacobs, tanto de sus cosméticos como de su colección primavera 2016.

### 2016–presente
Desde 2016, Ryder ha protagonizado la serie de ciencia ficción y terror de Netflix Stranger Things, creada por The Duffer Brothers, interpretando a Joyce Byers, una madre soltera cuyo hijo Will, de 12 años, desaparece misteriosamente. Los hermanos Duffer dijeron que Ryder "tiene una energía muy intensa... una imprevisibilidad nerviosa, una especie de ansiedad en la que pensamos que realmente nos apoyaríamos". La primera temporada de la serie se estrenó en julio de 2016 con gran éxito de crítica y altos índices de audiencia. Ryder también recibió elogios por su actuación, y el elenco ganó el Premio SAG al mejor reparto en una serie dramática en 2017. La segunda y tercera temporada de la serie se estrenaron en octubre de 2017 y julio de 2019. Para la temporada 3, le pagaron 350.000 dólares por episodio. El rodaje de la cuarta temporada se había detenido debido a la pandemia de COVID-19, pero se reanudó en septiembre de 2020. El primer volumen de la temporada 4 se estrenó el 27 de mayo de 2022 y el segundo volumen el 1 de julio de 2022.
La canción de Kate Bush de 1985, "Running Up That Hill", subió dramáticamente en las listas musicales y alcanzó el número uno en iTunes después de que la canción fuera incluida en escenas de Stranger Things, después de que Ryder usara con frecuencia camisetas e insignias de solapa de Kate Bush en el set.
En 2018, Ryder apareció en la película Destination Wedding, junto a Keanu Reeves . Los dos habían trabajado juntos anteriormente en otras tres películas ( Drácula de Bram Stoker, A Scanner Darkly y The Private Lives of Pippa Lee ), retratando intereses amorosos en las dos primeras películas. El mismo año, Ryder también protagonizó un comercial de champú de L'Oréal y en la campaña de la colección de primavera de H&M coprotagonizada por Elizabeth Olsen.
A principios de 2020, Ryder apareció en el comercial del Super Bowl de Squarespace, que se emitió durante la primera mitad del juego. Más tarde ese año, protagonizó The Plot Against America, una serie limitada de HBO basada en la novela homónima de 2004 de Philip Roth. David Simon, el creador de la serie, dijo: "Winona siempre tuvo la categoría de gran ingenua estadounidense. Ahora estamos listos para el segundo acto, porque ella siempre ha sido una actriz notable, siempre haciendo preguntas sobre el papel, haciendo las cosas". investigación y luego sentir la cámara instintivamente una vez que comienza el trabajo". La serie fue la segunda colaboración de Ryder con Simon; En 2014, apareció en su miniserie de HBO Show Me a Hero.
En 2021, Ryder repitió su papel de Kim Boggs en Eduardo Manostijeras junto a Timothée Chalamet en un anuncio del Super Bowl de Cadillac. Su siguiente película fue Gone in the Night, coprotagonizada por Dermot Mulroney, su coprotagonista en Cómo hacer una colcha americana.
Ya en 1992, Ryder había expresado su voluntad de aparecer en una secuela de Beetlejuice, insinuando tal regreso en una entrevista de noviembre de 2013, siempre que Burton y Keaton estuvieran involucrados, y confirmó nuevamente en agosto de 2015 que ella retomaría su papel en la secuela. La secuela, Beetlejuice Beetlejuice, finalmente avanzó en la década de 2020, y el rodaje finalizó a finales de 2023 para su estreno en 2024.

## Vida personal
Ryder mantiene casas en San Francisco, Los Ángeles y Williamsburg en la ciudad de Nueva York. Sufre de insomnio y ha sido víctima de acoso.
Ha atribuido su carrera al director Tim Burton.
Ryder ha estado involucrada en trabajo filantrópico desde que tenía veinte años para el American Indian College Fund, que envía a nativos americanos de bajos ingresos a las universidades.

### Relaciones
Ryder conoció a Johnny Depp en Great Balls of Fire!, la cual se estrenó en junio de 1989, y comenzaron a salir poco después, cuando ella tenía 17 años. Estuvo comprometida con él de 1990 a 1993. Salió con el miembro de la banda Soul Asylum, Dave Pirner, y con el líder de Helmet, Page Hamilton. Salió con el actor Matt Damon de 1998 a 2000. Desde 2011 mantiene una relación con el diseñador de moda Scott Mackinlay Hahn.

### Arresto en 2001
El 12 de diciembre de 2001, Ryder fue arrestada por cargos de hurto en Beverly Hills, California, acusada de robar ropa y accesorios de diseñador por valor de 5.500 dólares en unos grandes almacenes Saks de la Quinta Avenida. El fiscal de distrito de Los Ángeles, Stephen Cooley, reunió un equipo de ocho fiscales y presentó cuatro cargos por delitos graves en su contra. Ryder contrató al abogado defensor de celebridades Mark Geragos. Las negociaciones no lograron llegar a un acuerdo de culpabilidad a finales del verano de 2002. Joel Mowbray de National Review señaló que la fiscalía no estaba preparada para ofrecerle una declaración de no impugnación por cargos de delitos menores.
Fue acusada de consumir drogas, incluidas oxicodona, diazepam y vicodin sin receta válida, pero los fiscales retiraron el cargo de posesión de drogas después de que se demostró que un médico se las proporcionó como tratamiento médico. Fue declarada culpable de hurto mayor y hurto en tiendas, pero absuelta del cargo de robo. En diciembre de 2002, fue sentenciada a tres años de libertad condicional, 480 horas de servicio comunitario, 3.700 dólares en multas y 6 355 dólares en restitución a la tienda Saks de la Quinta Avenida, y se le ordenó asistir a asesoramiento psicológico y asesoramiento sobre drogas. El 18 de junio de 2004, el juez del Tribunal Superior Elden Fox revisó el informe de libertad condicional de Ryder y observó que ella había cumplido 480 horas de servicio comunitario y los delitos graves se redujeron a delitos menores. Terminó su libertad condicional en diciembre de 2005.
Ryder explicó que el incidente ocurrió durante un momento difícil de su vida. Añadió que los analgésicos que le había recetado un médico curandero nublaron significativamente su juicio. Posteriormente, la Junta Médica de California revocó la licencia médica de Jules Mark Lusman, quien recetó el medicamento, por recetar medicamentos de manera poco ética a sus pacientes.

## Filmografía

### Cine
| Año  | Título                                  | Personaje                                              | Director             |
| ---- | --------------------------------------- | ------------------------------------------------------ | -------------------- |
| 1986 | Lucas                                   | Rina                                                   | David Seltzer        |
| 1987 | Square Dance                            | Gemma Dillard                                          | Daniel Petrie        |
| 1988 | Beetlejuice                             | Lydia Deetz                                            | Tim Burton           |
| 1988 | 1969                                    | Beth Carr                                              | Ernest Thompson      |
| 1988 | Heathers                                | Veronica Sawyer                                        | Michael Lehmann      |
| 1989 | Great Balls of Fire!                    | Myra Gale Brown                                        | Jim McBride          |
| 1990 | Welcome Home, Roxy Carmichael           | Dinky Bossetti                                         | Jim Abrahams         |
| 1990 | Edward Scissorhands                     | Kim Boggs                                              | Tim Burton           |
| 1990 | Mermaids                                | Charlotte Flax                                         | Richard Benjamin     |
| 1991 | Night on Earth                          | Corky (taxista) (Segmento: Los Ángeles)                | Jim Jarmusch         |
| 1992 | Drácula, de Bram Stoker                 | Mina Harker / Elisabeta (también Productora Ejecutiva) | Francis Ford Coppola |
| 1993 | La edad de la inocencia                 | May Welland                                            | Martin Scorsese      |
| 1993 | La casa de los espíritus                | Blanca Trueba                                          | Bille August         |
| 1994 | Reality Bites                           | Lelaina Pierce                                         | Ben Stiller          |
| 1994 | Mujercitas                              | Jo March                                               | Gillian Armstrong    |
| 1995 | How to Make an American Quilt           | Finn Dodd                                              | Jocelyn Moorhouse    |
| 1996 | Boys                                    | Patty Vare                                             | Stacy Cochran        |
| 1996 | Looking for Richard (documental)        | Lady Anne                                              | Al Pacino            |
| 1996 | The Crucible                            | Abigail Williams                                       | Nicholas Hytner      |
| 1997 | Alien: Resurrección                     | Annalee Call                                           | Jean-Pierre Jeunet   |
| 1998 | Celebrity                               | Nola                                                   | Woody Allen          |
| 1999 | Inocencia interrumpida                  | Susanna Kaysen (también productora ejecutiva)          | James Mangold        |
| 1999 | Being John Malkovich                    | Ella misma (imágenes de archivo)                       | Spike Jonze          |
| 2000 | Otoño en Nueva York                     | Charlotte Fielding                                     | Joan Chen            |
| 2000 | Lost Souls                              | Maya Larkin                                            | Janusz Kaminski      |
| 2001 | Zoolander                               | Ella misma (cameo desacreditado)                       | Ben Stiller          |
| 2002 | Mr. Deeds                               | Babe Bennett / Pam Dawson                              | Steven Brill         |
| 2002 | Simone                                  | Nicola Anders                                          | Andrew Niccol        |
| 2003 | The Day My God Died (documental)        | Narradora (voz, también productora)                    | Andrew Levine        |
| 2004 | The Heart Is Deceitful Above All Things | Psicóloga (no acreditada)                              | Asia Argento         |
| 2006 | The Darwin Awards                       | Siri Taylor                                            | Finn Taylor          |
| 2006 | Una mirada a la oscuridad               | Donna Hawthorne / Audrey / "Hank"                      | Richard Linklater    |
| 2007 | The Ten                                 | Kelly LaFonda                                          | David Wain           |
| 2007 | Sex and Death 101                       | Gillian De Raisx / Death Nell                          | Daniel Waters        |
| 2008 | The Last Word                           | Charlotte Morris                                       | Geoffrey Haley       |
| 2008 | The Informers                           | Cheryl Moore                                           | Gregor Jordan        |
| 2009 | The Private Lives of Pippa Lee          | Sandra Dulles                                          | Rebecca Miller       |
| 2009 | Star Trek                               | Amanda Grayson                                         | J. J. Abrams         |
| 2009 | Stay Cool                               | Scarlet Smith                                          | Michael Polish       |
| 2010 | Black Swan                              | Elizabeth "Beth" MacIntyre / El cisne agonizante       | Darren Aronofsky     |
| 2011 | The Dilemma                             | Geneva Brannen                                         | Ron Howard           |
| 2012 | The Iceman                              | Deborah Kuklinski                                      | Ariel Vromen         |
| 2012 | The Letter                              | Martine                                                | Jay Anania           |
| 2012 | Frankenweenie                           | Elsa van Helsing                                       | Tim Burton           |
| 2013 | Homefront                               | Sheryl Mott                                            | Gary Fleder          |
| 2015 | Experimenter: The Stanley Milgram Story | Alexandra "Sasha" Milgram                              | Michael Almereyda    |
| 2018 | La boda de mi ex                        | Lindsay                                                | Victor Levin         |
| 2022 | Gone in the Night                       | Kath                                                   | Eli Horowitz         |
| 2023 | Haunted Mansion                         | Pat                                                    | Justin Simien        |
| 2024 | Beetlejuice Beetlejuice                 | Lydia Deetz                                            | Tim Burton           |

### Televisión
| Año           | Título                                         | Papel                     | Notas |
| ------------- | ---------------------------------------------- | ------------------------- | --- |
| 1994          | Los Simpson                                    | Allison Taylor (voz)      | Episodio: "La rival de Lisa" |
| 1996          | Dr. Katz, Professional Therapist               | Winona (voz)              | Episodio: "Monte Carlo". También contribuyó con material adicional para el guion |
| 1998          | The Larry Sanders Show                         | Ella misma                | Episodio: "Another List" |
| 2000          | Strangers with Candy                           | Fran                      | Episodio: "The Last Temptation of Blank" |
| 2001          | Friends                                        | Melissa Warburton         | Episodio: "The One with Rachel's Big Kiss" |
| 2002          | Saturday Night Live                            | Anfitriona                | Episodio: "Winona Ryder/Moby" |
| 2010          | When Love Is Not Enough: The Lois Wilson Story | Lois Wilson               | Película para televisión Nominada—Premios Satellite a mejor actriz de miniserie o película para televisión Nominada—Premios del Sindicato de Actores a mejor actriz de televisión - Miniserie o película para televisión                     |
| 2013–2014     | Drunk History                                  | Mary Dyer / Peggy Shippen | 2 episodios |
| 2014          | Turks & Caicos                                 | Melanie Fall              | Película para televisión |
| 2015          | Show Me a Hero                                 | Vinni Restiano            | 4 episodios Nominada—Premios de la Crítica Televisiva a mejor actriz de reparto - película para televisión/miniserie |
| 2016-presente | Stranger Things                                | Joyce Byers               | Protagonista Nominada-Premios Globo de Oro a mejor actriz de serie de televisión - Drama/ Nominada—Premios Satellite a mejor actriz de serie para televisión/ Nominada—Premios del Sindicato de Actores a mejor actriz de televisión - Drama |
| 2020          | The Plot Against America                       | Evelyn Finkel             | Protagonista |
| 2020          | Sarah Cooper: Everything's Fine                | Lacey Groin               | Especial para televisión |

### Cortometrajes
| Año  | Título                                                    | Papel                           | Notas                                                |
| ---- | --------------------------------------------------------- | ------------------------------- | ---------------------------------------------------- |
| 1989 | "Debbie Gibson is pregnant with my two-headed love child" | Debbie Gibson (desacreditada)   | Videoclip de Mojo Nixon                              |
| 1990 | "The Shoop Shoop Song (It's in His Kiss)"                 | Charlotte Flax/Ella misma       | Videoclip de Cher                                    |
| 1990 | "A love so beautiful"                                     | Chica trapecista del circo      | Videoclip de Roy Orbison                             |
| 1993 | "Without a trace"                                         | Asesina barbuda                 | Videoclip de Soul Asylum                             |
| 1995 | "Nature's way"                                            | Codirectora (junto a Dave Roth) | Videoclip de Victoria Williams y David Pirner        |
| 1998 | "Talk about the blues"                                    | Jon Spencer                     | Videoclip de Jon Spencer Blues Explosion             |
| 2007 | Welcome                                                   | Cynthia                         | Cortometraje de Kirsten Dunst                        |
| 2009 | Water pills                                               | Carrie                          | Cortometraje de Blake Soper                          |
| 2012 | "Here with me"                                            | Chica de cera                   | Videoclip de The Killers                             |
| 2014 | Scorsese's women                                          | La máscara                      | Cortometraje de Steven Klein                         |
| 2021 | How Do You Drive with Scissorhands?                       | Kim Boggs                       | Comercial para Cadillac LYRIQ, un modelo de Cadillac |

## Premios y nominaciones
Premios Óscar
| Año  | Categoría               | Película                | Resultado |
| ---- | ----------------------- | ----------------------- | --------- |
| 1994 | Mejor actriz de reparto | La edad de la inocencia | Nominada  |
| 1995 | Mejor actriz            | Mujercitas              | Nominada  |

Premios BAFTA
| Año  | Categoría               | Película                | Resultado |
| ---- | ----------------------- | ----------------------- | --------- |
| 1994 | Mejor actriz de reparto | La edad de la inocencia | Nominada  |

Globos de Oro
| Año  | Categoría                                       | Película                | Resultado |
| ---- | ----------------------------------------------- | ----------------------- | --------- |
| 1991 | Mejor actriz de reparto                         | Mermaids                | Nominada  |
| 1994 | Mejor actriz de reparto                         | La edad de la inocencia | Ganadora  |
| 2017 | Mejor actriz en una serie de televisión - Drama | Stranger Things         | Nominada  |

Premios Grammy
| Año  | Categoría                      | Trabajo                   | Resultado |
| ---- | ------------------------------ | ------------------------- | --------- |
| 1996 | Mejor álbum hablado para niños | The Diary of a Young Girl | Nominada  |

Premios Independent Spirit
| Año  | Categoría    | Película | Resultado |
| ---- | ------------ | -------- | --------- |
| 1990 | Mejor actriz | Heathers | Nominada  |

Premios del Sindicato de Actores
| Año  | Categoría                           | Película        | Resultado |
| ---- | ----------------------------------- | --------------- | --------- |
| 2017 | Mejor actriz de televisión - Drama  | Stranger Things | Nominada  |
| 2017 | Mejor reparto de televisión - Drama | Stranger Things | Ganadora  |
| 2018 | Mejor reparto de televisión - Drama | Stranger Things | Nominada  |
| 2020 | Mejor reparto de televisión - Drama | Stranger Things | Nominada  |

Premios Nickelodeon Kids' Choise Awards
| Año  | Categoría               | Nominado                                           | Resultado |
| ---- | ----------------------- | -------------------------------------------------- | --------- |
| 2025 | Actriz de cine favorita | Su papel de Lydia Deetz en Beetlejuice Beetlejuice | Nominada  |